# Ordine della Real casa di Malaysia
L'ordine della Real casa di Malaysia è un ordine cavalleresco della Malaysia.

## Storia
L'ordine è stato fondato il 18 aprile 1966.

## Classi
L'ordine dispone dell'unica classe di membro che dà diritto al post nominale DKM.
L'ordine non può contare più di 10 insigniti in vita.

## Insegne
- Il collare è realizzato in oro placcato in argento.
- La stella è d'oro con raggi che creano un motivo a felce.
- Il distintivo è di forma radiale con al centro un ibisco e la corona della Malaysia.
- Il nastro è rosso.